# جاسيك بيلسكي
جاسيك بيلسكي (بالبولندية: Jacek Bielski)‏ (مواليد 29 يناير 1972) هو ملاكم بولندي، مثّل بلاده في الألعاب الأولمبية الصيفية 1996.

## روابط خارجية
جاسيك بيلسكي على موقع بوكس ريك (الإنجليزية) (registration required)
- جاسيك بيلسكي على موقع أوليمبيديا (الإنجليزية)
- جاسيك بيلسكي على موقع اللجنة الأولمبية البولندية (مؤرشف) (البولندية)